# Moja Ljiljo (2015.)
Moja Ljiljo je hrvatski kratkometražni igrani film iz 2015. godine. Film je sugestivna slika redovničke duhovnosti. Prikazuje crticu iz života redovnice Ljilje. Ljilja započinje devetnica u čast svoga sveca zaštitnika kao pripremu za proslavu njegova blagdana. Odlučila je napraviti jedno malo odricanje. Shvatila je da ipak nije tako puno sebedarja kako je zamišljala, pa je to podijelila sa sestrom Anom.
2016. godine scenarist Hrvoje Župarić dobio je nagradu za scenarij kratkoga igranoga filma na Festivalu hrvatskog katoličkog filma Trsat.